# Estadi de Daegu
L'Estadi de Daegu (en anglès: Daegu Stadium), antigament conegut com a Estadi de la Copa del Món de Daegu (대구월드컵경기장 en hangul, 大邱綜合競技場 en hanja, Daegu World Cup Stadium en anglès), així com Blue Arc, és un estadi multifuncional ubicat en la ciutat metropolitana de Daegu (en hangul: 대구 광역시 Daegu Gwangyeoksi), capital de la província de Gyeongsang del Nord a Corea del Sud.
És l'estadi on juga de local el Daegu FC en la K-League i un dels estadis on es va disputar la Copa del Món de futbol 2002, jugant-se quatre partits, tres de la primera fase i una semifinal. També s'hi va celebrar la Universiada de 2003.